# Distrikty na Novém Zélandu

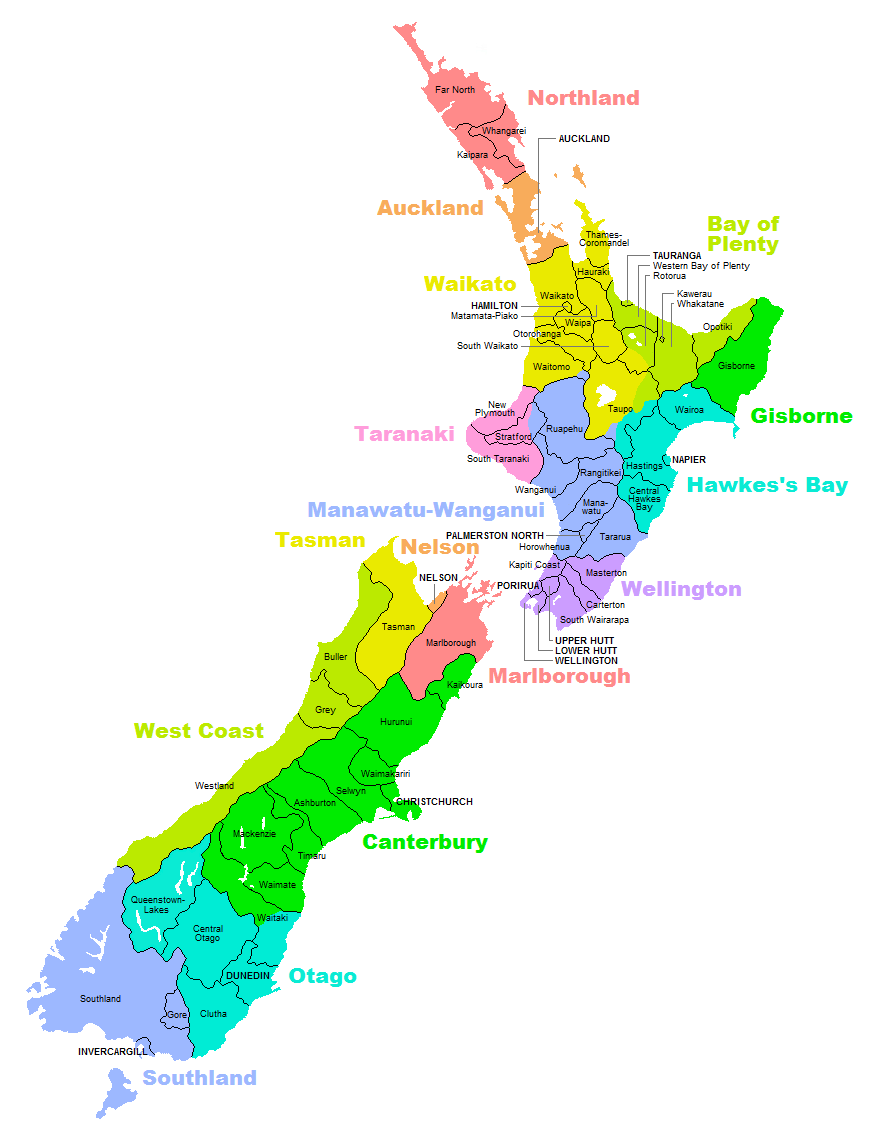
Regiony a distrikty Nového Zélandu

Distrikty Nového Zélandu jsou územněsprávní jednotky druhé úrovně (distrikty) Nového Zélandu, regiony jsou územněsprávní jednotky první úrovně nadřazené distriktům. Byly vytvořeny reformami místní samosprávy v roce 1989. 

## Změny uspořádání
- Kaikoura District byl převeden z Nelson-Marlborough Region do Canterbury Region v roce 1992.
- Banks Peninsula District se stal součástí Christchurch podle referenda z roku 2005.
- Franklin District, Papakura District a Rodney District zanikly v roce 2010. Staly se součástí jiných distriktů nebo Regionu Auckland.

## Seznam distriktů
V současnosti existuje 53 distriktů:
- Ashburton District
- Buller District
- Carterton District
- Central Hawke's Bay District
- Central Otago District
- Clutha District
- Far North District
- Gisborne District
- Gore District
- Grey District
- Hastings District
- Hauraki District
- Horowhenua District
- Hurunui District
- Kaikoura District
- Kaipara District
- Kapiti Coast District
- Kawerau District
- Mackenzie District
- Manawatu District
- Marlborough District
- Masterton District
- Matamata-Piako District
- New Plymouth District
- Opotiki District
- Otorohanga District
- Queenstown-Lakes District
- Rangitikei District
- Rotorua District
- Ruapehu District
- Selwyn District
- South Taranaki District
- South Waikato District
- South Wairarapa District
- Southland District
- Stratford District
- Tararua District
- Tasman District
- Taupo District
- Thames-Coromandel District
- Timaru District
- Waikato District
- Waimakariri District
- Waimate District
- Waipa District
- Wairoa District
- Waitaki District
- Waitomo District
- Wanganui District
- Western Bay of Plenty District
- Westland District
- Whakatane District
- Whangarei District